# Derovatellus peruanus
Derovatellus peruanus är en skalbaggsart som beskrevs av Spangler 1967. Derovatellus peruanus ingår i släktet Derovatellus och familjen dykare. Inga underarter finns listade i Catalogue of Life.